# Eiserner Wehrmann (Königsberg)
Der eiserne Wehrmann in Königsberg war eine deutsche Nagelfigur während des Ersten Weltkriegs. Sie war nach dem Ganzkörperkonterfei eines deutschen Ordensritters von Stanislaus Cauer und war eine Kriegsnagelung aus dem Jahr 1915.

## Entwurf und Ausführung
Anfang Juli 1915 wurde Stanislaus Cauer, Hochschullehrer an der Kunstakademie Königsberg, vom Magistrat der Stadt Königsberg mit der Anfertigung eines Nagelbildes beauftragt. Er schuf ein lebensgroßes Standbild eines Ordensritters. Der behelmte und geharnischte Ritter steht mit beiden barfüßigen Beinen fest auf dem Boden. Auf der Plinthe stand der Spruch: „Preussens Wehr - Deutschlands Ehr“ Die Rückenpartie ist mit einem Umhang verhüllt. In der Rechten stützt er sich auf ein überlanges Schwert und in der Linken auf den Schild. Die Figur wirkt statisch und unbeweglich. Am 21. Oktober 1915 wurde sie in einem Pavillon auf dem Paradeplatz feierlich aufgestellt. Die Spenden für die Nagelungen sollten den Angehörigen des I. Armee-Korps zukommen. Über den Verbleib des Standbildes ist nichts weiter bekannt.

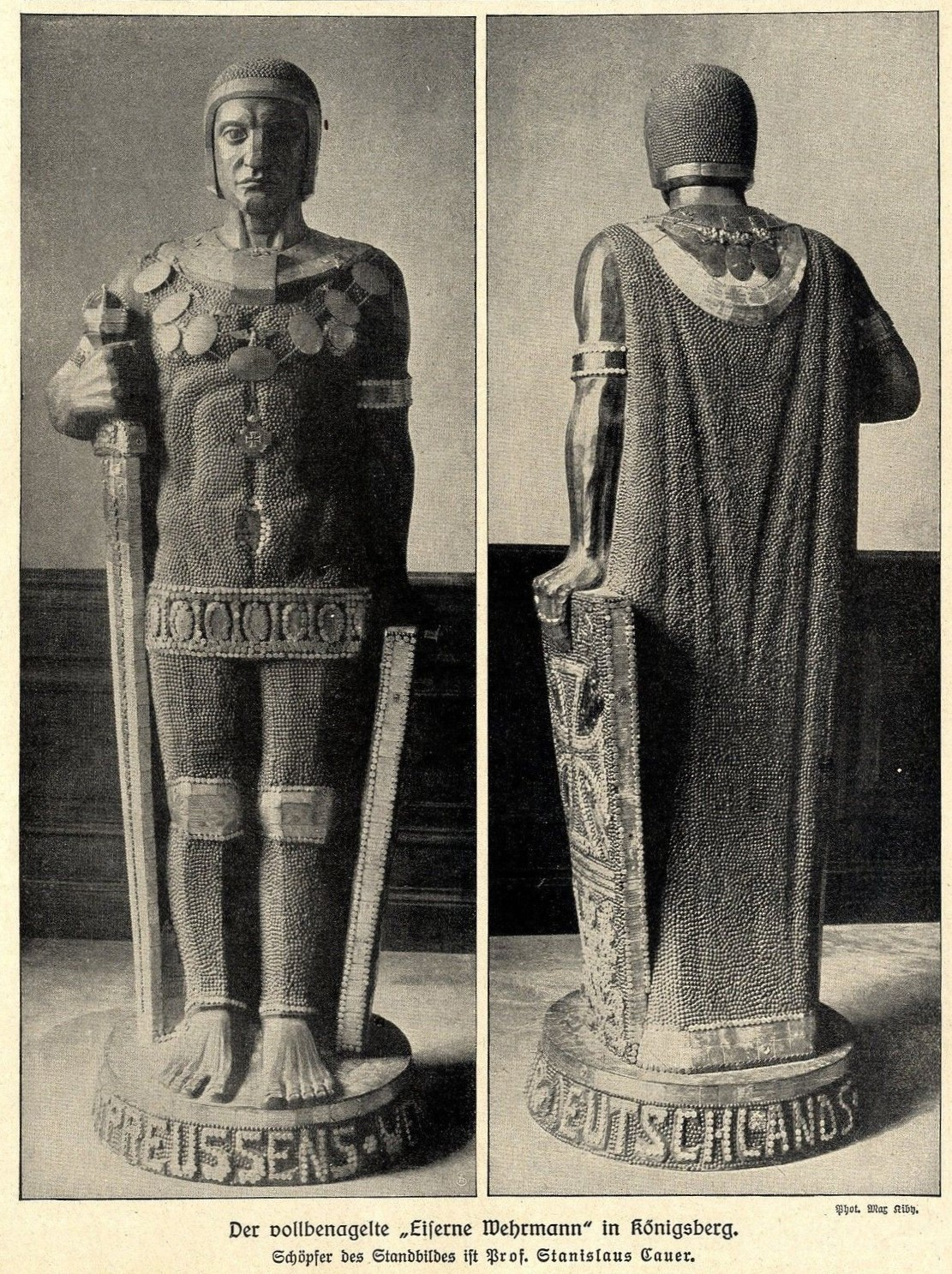
Standbild des eisernen Wehrmannes nach Cauer
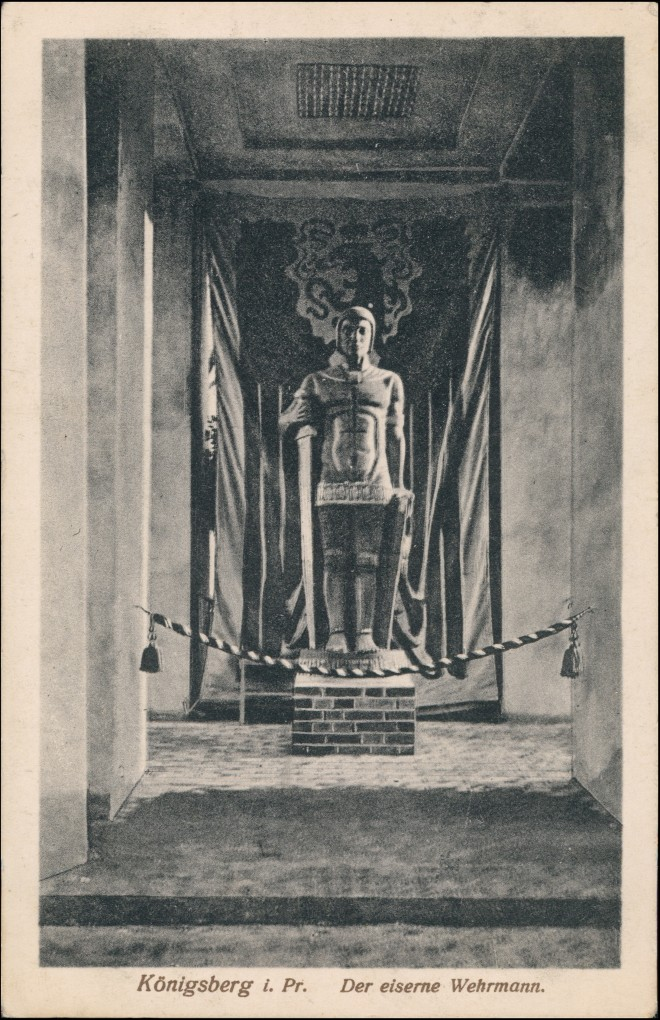
Wehrmann im Pavillon
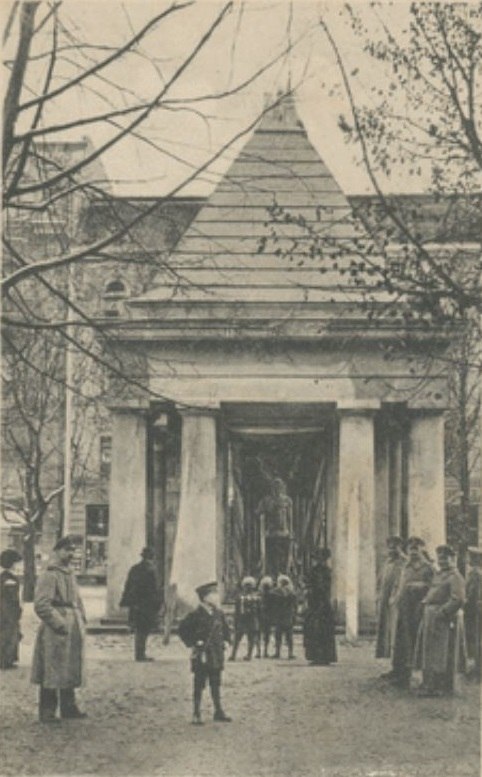
Der Pavillon